# John Phillip Law
John Phillip Law (Hollywood, 7 september 1937 - Los Angeles, 13 mei 2008) was een Amerikaans acteur die beroemd werd om zijn rollen in talloze B-films. Hoewel hij nooit is doorgebroken bij het grote publiek, hebben veel van zijn films een cultstatus verworven.
Met zijn staalblauwe ogen en lange postuur (bijna 2 meter) was hij een indrukwekkende verschijning. Laws meest beroemde rollen waren die van blinde engel in de cultklassieker Barbarella (1968), als acrobatische super-inbreker in Diabolik (1968) en de rol van Sinbad in de Ray Harryhausens klassieker The Golden Voyage of Sinbad (1973). Ook speelde hij de rol van koele wreker in talloze spaghettiwesterns waaronder de klassieker Death Rides a Horse (1967). Law was tevens samen met Mel Gibson te zien in de oorlogsfilm Attack Force Z (1980).

## Filmografie
- Chinaman's Chance (2007)
- Ray of Sunshine (2007)
- Vic (2006)
- L'apocalisse delle scimmie (2005)
- I tre volti del terrore (2004)
- Curse of the Forty-Niner (2003)
- CQ (2001)
- Bad Guys (2000)
- Citizens of Perpetual Indulgence (2000)
- Wanted (1999)
- Ghost Dog (1997)
- Hindsight (1996)
- Brennendes Herz (1995)
- Angel Eyes (1993)
- Shining Blood (1992)
- Il giorno del porco (1992)
- Marilyn Alive and Behind Bars (1992)
- Europa Mission (1992)
- Alaska Stories (1991)
- Little Women of Today (1990)
- Nerds of a Feather (1990)
- Cold Heat (1989)
- Alienator (1989)
- Gorilla (1989)
- Thunder III (1988)
- Space Mutiny (1988)
- Delirio di sangue (1988)
- Colpo di stato (1988)
- A Case of Honor (1988)
- Johann Strauss - Der König ohne Krone (1987)
- Striker (1987)
- Moon in Scorpio (1987)
- L.A. Bad (1986)
- Night Train to Terror (1985)
- American Commandos (1985)
- Tin Man (1983)
- Attack Force Z (1982)
- Tarzan, the Ape Man (1981)
- Un ombra nell'ombra (1979)
- Der Schimmelreiter (1978)
- L'occhio dietro la parete (1977)
- The Cassandra Crossing (1976)
- Un sussurro nel buio (1976)
- Target of an Assassin (1976)
- Docteur Justice (1975)
- The Spiral Staircase (1975)
- Tu dios y mi infierno (1975)
- Open Season (1974)
- The Golden Voyage of Sinbad (1973)
- Polvere di stelle (1973)
- The Last Movie (1971)
- The Love Machine (1971)
- Von Richthofen and Brown (1971)
- Strogoff (1970)
- The Hawaiians (1970)
- Certo, certissimo, anzi... probabile (1969)
- The Sergeant (1968)
- Skidoo (1968)
- Barbarella (1968)
- Diabolik (1968)
- Hurry Sundown (1967)
- Da Uomo a Uomo (1967) aka Death Rides a Horse
- The Russians Are Coming, the Russians Are Coming (1966)
- Alta infedeltà (1964)
- Tre notti d'amore (1964)
- Smog (1962)